# Kråkvicker

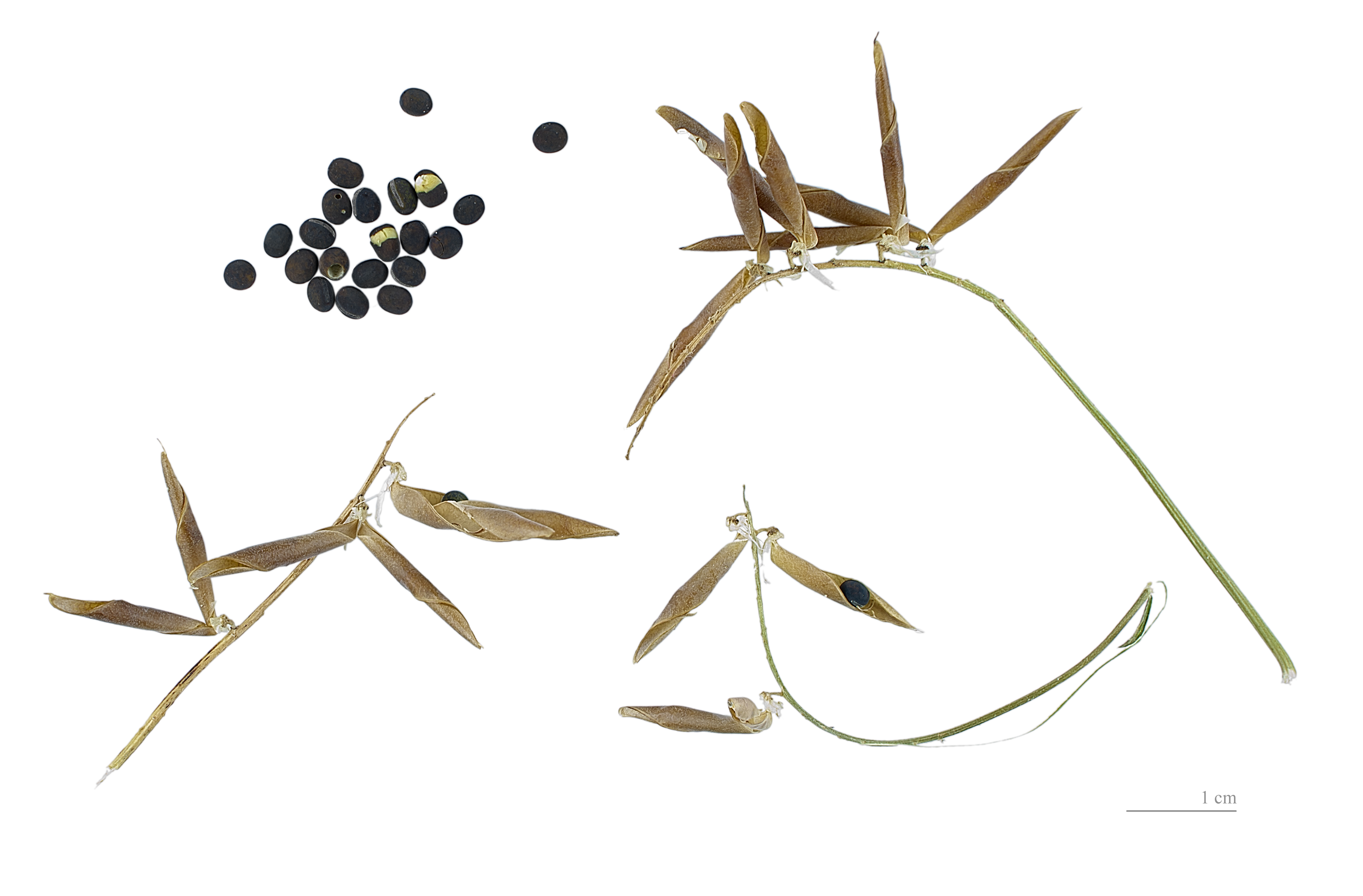
Vicia cracca

Kråkvicker, tranärt eller fågelvicker (Vicia cracca) är en art i familjen ärtväxter som förekommer naturligt i stora delar av Eurasien, i Sverige är den vanlig överallt utom i fjälltrakterna. Arten har tidigare odlats som foderväxt i Sverige. Blomningstiden är från juli till augusti.

## Karaktärsdrag
Kråkvicker kan lätt förväxlas med häckvicker (V. sepium) om man inte har både arterna framför sig samtidigt. Skillnaden är att kråkvicker har fler och tätare blommor samt även fler och tätare blad. Bladens färg är också något mer åt det blågröna hållet hos kråkvicker. Andra arter den kan förväxlas med är luddvicker (V. villosa) och luktvicker (V. tenuifolia), skillnaden är att dessa vanligtvis är större och grövre än kråkvicker.

## Underarter
Kråkvicker är en mångformig art och två underarter kan urskiljas:
- subsp. cracca
- subsp. incana